# Sasvári Annamária
Sasvári Annamária (1950. május 31. –) magyar popénekesnő. Sasvári Sándor musicalénekes testvére.

## Életpálya
Gyermekkora óta énekel, karrierjét Andor Ilona gyermekkórusában kezdte. Gimnáziumi évei alatt és után Szendrő Mária opera-énekesnő tanítványa volt, majd a Magyar Rádió Könnyűzenei Stúdiójában Balassa P. Tamás zeneszerzővel dolgozott.
Tánczenei pályája kezdetén a Jokers együttes énekese volt. 1973-ban szereplője volt a Képzelt riport egy amerikai popfesztiválról c. musicalnek.
Szólóénekesként 1976-ban a Tessék választani! tánczenei bemutatón tűnt fel Az emberek és én című nagy sikerű dalával. Később is egymást követték a slágerlistás dalok: Hallani szeretném, Ha a párnám, Már nem olyan fontos, Volt egyszer egy slágergyáros, Lenn a diszkóban, Ha egyszer elhagynálak én, Nincs semmi más.
A következő néhány évben rendszeresen szerepelt olyan könnyűzenei fesztiválokon mint a Tánc- és popdalfesztivál, a Tessék választani! és a Made in Hungary. Rendszeres szereplője volt a televízió Egymillió fontos hangjegy c. zenei sorozatának.
Az 1970-es évek végén Korda Györggyel koncertezett, több duettet énekeltek, többek között A hegedűtanár és a Túl sok, túl kevés, túl késő című, magyar nyelvre lefordított világslágereket. Szólóban is több világslágert énekelt magyar szöveggel, melyek közül Roy Orbison Blue Bayou c. dalának magyar változata volt a legnépszerűbb. Gyakran lépett fel az egykori szocialista országokban és Nyugat-Európában. 1985-ben a testvérével, Sasvári Sándorral előadott Computer c. dalával első díjat nyert a máltai fesztiválon.
Szinte minden dalának Bradányi Iván a szövegírója, legtöbb dalának zenéjét pedig Victor Máté írta, aki ezekben a dalokban vokalistaként is közreműködött. De számos más zeneszerző is írt neki dalt: Bágya András, Balázs Ferenc, Nagy Tibor, Ihász Gábor, Csuha Lajos, Barabás Mihály, Koncz Tibor.
Az 1990-es években visszavonult, két gyermeke született. 1999-ben testvérével, Sasvári Sándorral és több más családtagjával együtt megalapították a Sasi teshow zenekart, mellyel öt évig koncerteztek, szerepeltek televíziós műsorokban, és közös albumuk is készült.

## Dalai

### Kislemezek, rádiófelvételek
| Év   | Dal                                               | Szerzők                                        | Kiadás, bemutató                                | Közreműködő                          |
| ---- | ------------------------------------------------- | ---------------------------------------------- | ----------------------------------------------- | ------------------------------------ |
| 1975 | Mondd, hova szalad a szél                         | Bágya András–Bradányi Iván                     | rádiófelvétel                                   | Kassai Kati                          |
| 1976 | Szívem egy fáradt vándor                          | Barabás Mihály–Kocsis Csaba                    | rádiófelvétel                                   |                                      |
| 1976 | Az emberek és én                                  | Victor Máté–Bradányi Iván                      | kislemez, SPS 70289/A, Tessék választani!       | Victor Máté – vokál                  |
| 1976 | Minden mindegy már                                | Surányi Géza–Bradányi Iván                     | rádiófelvétel                                   |                                      |
| 1976 | Hallani szeretném                                 | Surányi Géza–Bradányi Iván                     | kislemez, SPS 70289/B                           |                                      |
| 1977 | Ilyenkor elfelejtek emlékezni arra                | Victor Máté–Bradányi Iván                      | kislemez, SPS 70319/B, Tessék választani!       | Victor Máté – vokál                  |
| 1977 | Ki tudja: miért olyan nehéz?                      | Kardos József–Bradányi Iván                    | rádiófelvétel                                   |                                      |
| 1977 | Ha a párnám                                       | Victor Máté–Bradányi Iván                      | kislemez, SPS 70319/A                           | Victor Máté – vokál                  |
| 1977 | Álmaimban nincs eső                               | Koncz Tibor–Bradányi Iván                      | rádiófelvétel                                   |                                      |
| 1977 | Sírjak most vagy nevessek                         | Majláth Júlia–Bradányi Iván                    | rádiófelvétel                                   |                                      |
| 1978 | Már nem olyan fontos                              | Victor Máté–Bradányi Iván                      | kislemez, SPS 70307/B, Tessék választani!       | Victor Máté – vokál                  |
| 1978 | Volt egyszer egy slágergyáros                     | Victor Máté–Bradányi Iván                      | rádiófelvétel, Made in Hungary                  | Victor Máté – vokál                  |
| 1978 | Diszkóbár                                         | Kruza Richárd–Bradányi Iván                    | rádiófelvétel                                   |                                      |
| 1978 | Hányszor mondtad azt                              | Csuha Lajos–Bradányi Iván                      | rádiófelvétel                                   |                                      |
| 1979 | Egy tegnap készült fénykép                        | Victor Máté–Bradányi Iván                      | nagylemez, Tessék választani!                   | Victor Máté – vokál                  |
| 1979 | Ha egyszer elhagynálak én                         | Victor Máté–Bradányi Iván                      | kislemez, SPS 70436/A                           | Victor Máté – vokál, Jokers együttes |
| 1979 | Lenn a diszkóban                                  | Balázs Ferenc–Bradányi Iván                    | kislemez, SPS 70436/B                           | Universal                            |
| 1979 | Túl sok, túl kevés, túl késő                      | Nat Kipner–John McIntyre Vallins–Bradányi Iván | rádiófelvétel                                   | Korda György                         |
| 1979 | Ki vagyok én                                      | Balázs Ferenc–Bradányi Iván                    | rádiófelvétel                                   |                                      |
| 1979 | Nincs semmi más                                   | Balázs Ferenc–Bradányi Iván                    | rádiófelvétel                                   |                                      |
| 1979 | Minden perc az álmok perce (Hay Que Venir Al Sur) | Boncompagni–Bradányi Iván                      | rádiófelvétel                                   |                                      |
| 1980 | Még...                                            | Bakos Géza–Bradányi Iván                       | nagylemez (Bakos Géza szerzői lemeze)           |                                      |
| 1981 | Budapest a Duna Párizsa                           | Nagy Tibor–Bradányi Iván                       | rádiófelvétel (Budapest dalpályázat)            |                                      |
| 1981 | Az a tegnap esti csók                             | Nagy Tibor–Bradányi Iván                       | kislemez, SPS 70479/A, Tessék választani!       |                                      |
| 1981 | Hé, te rock and roll-őrült                        | Pompe–Levsky–Bradány Iván                      | rádiófelvétel                                   |                                      |
| 1981 | Tiltott szerelem                                  | Vargha Tamás–S. Nagy István                    | kislemez, SPS 70509/A, Tánc- és popdalfesztivál |                                      |
| 1981 | Blue Bayou                                        | Roy Orbison–Bradányi Iván                      | nagylemez (Bradányi Iván szerzői lemeze)        |                                      |
| 1981 | Rossz gyerek voltam                               | Ihász Gábor                                    | rádiófelvétel                                   |                                      |
| 1982 | A végzetem egy rockzenész                         | K. Kaapo–Bradányi Iván                         | rádiófelvétel                                   |                                      |
| 1985 | Computer                                          | Agius–Sant–Bradányi Iván                       | rádiófelvétel, máltai fesztivál                 | Sasvári Sándor                       |
| 1986 | Ez a tánc                                         | Balázs Gábor–Bradányi Iván                     | rádiófelvétel                                   |                                      |

### CD
Sasvári Annamária, Sasvári Sándor: Sasi-Teshow – Zeneutca